# Czechowizna
Czechowizna [t͡ʂɛxɔˈvizna] est un village polonais de la gmina de Knyszyn dans le powiat de Mońki et dans la voïvodie de Podlachie. Il se situe à environ 4 kilomètres au nord-ouest de Knyszyn, à 10 kilomètres au sud-est de Mońki et à 31 kilomètres au nord-ouest de Bialystok. 
Le village compte approximativement 200 habitants.

## Géographie

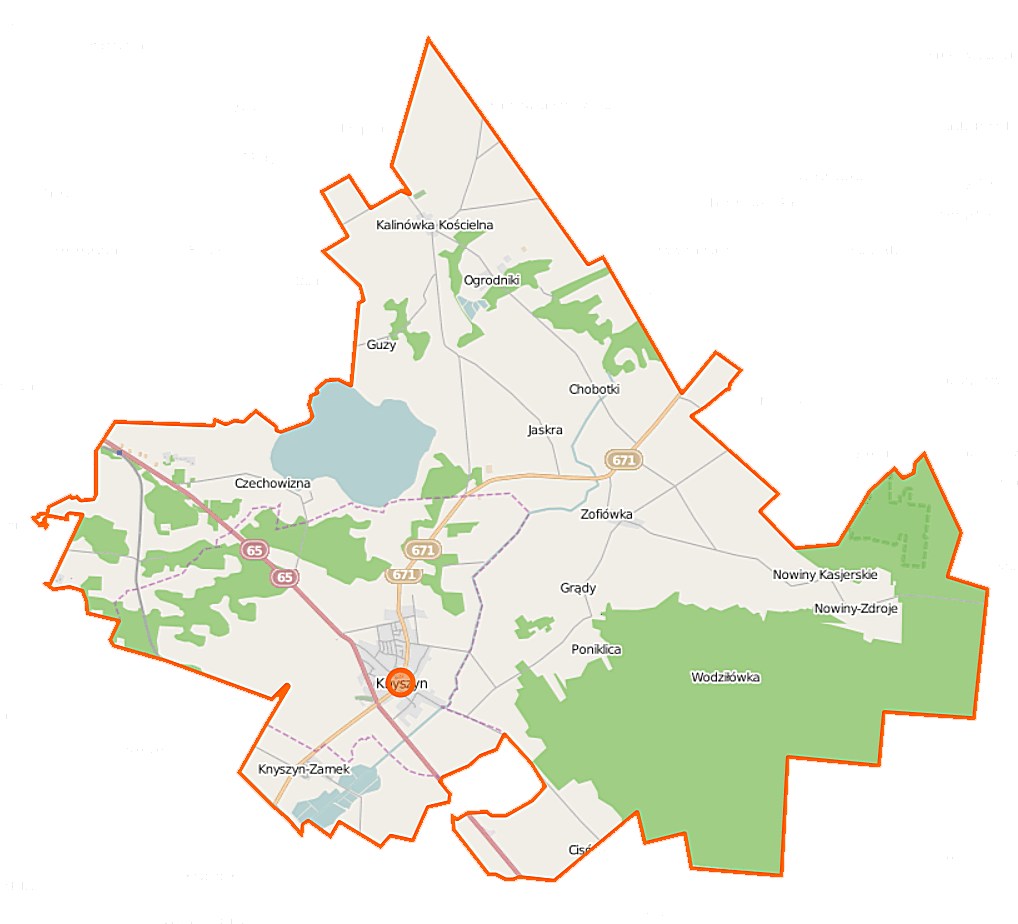
Carte de la gmina de Knyszyn.